# Anna Elisabeth van de Palts
Anna Elisabeth (Simmern, 23 juli 1549 - La Petite-Pierre, 20 september 1609), uit het huis Palts-Simmern, was  de echtgenote van achtereenvolgens landgraaf Filips II van Hessen-Rheinfels en paltsgraaf Johan August van Lützelstein. 
Anna Elisabeth was een van de elf kinderen van keurvorst Frederik III van de Palts en Maria van Brandenburg-Kulmbach, een dochter van markgraaf Casimir van Brandenburg-Kulmbach.